# Paul Rée

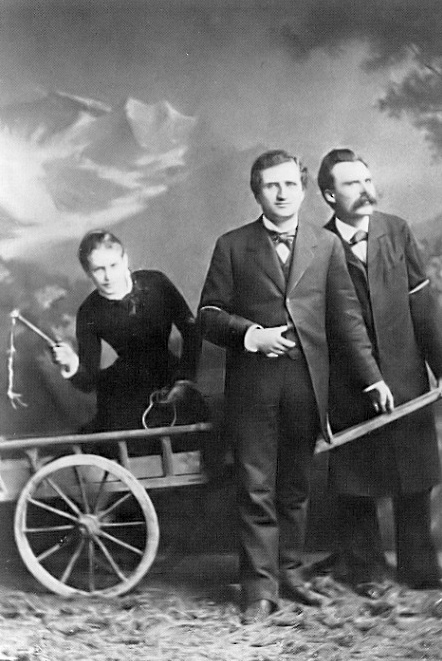
Da esquerda para a direita, Lou Andreas-Salomé, Paul Rée e Friedrich Nietzsche (1882).

Paul Ludwig Carl Heinrich Rée (Bartelshagen, 21 de novembro de 1849 — Celerina/Schlarigna, Suíça, 28 de outubro de 1901) foi um autor, médico, filantropo e filósofo alemão. Foi amigo de Friedrich Nietzsche durante um determinado período. Teve um caso com Lou Salomé, que se tornou um triângulo amoroso juntamente com Friedrich Nietzsche.

## Biografia
Nasceu em Bartelshagen, na Pomerânia, filho de um proprietário de terras. Sua verdadeira pátria foi domínio senhorial de Stibbe, perto de Tütz, na Prússia Ocidental, adquirido em 1868. Por exigência de seu pai - e contra a sua precoce inclinação para a filosofia moral - estudou Direito em Leipzig e, com a eclosão da Guerra franco-alemã, engajou-se como voluntário por um ano, sendo ferido em Gravelotte. Após a guerra, foi estudar exclusivamente filosofia, em Halle. Doutorou-se em 1875 com a tese "TOY KA OY", notio in Aristóteles ethicis quid sibit velit. No mesmo ano apareceu seu opúsculo de aforismos: Observações psicológicas. Através desse livro estabeleceu-se a estreita relação pessoal com Nietzsche (a primeira carta de Nietzsche é de 22 de outubro de 1875); dois anos e meio antes, na Basileia, ocorre o primeiro encontro pessoal: "Aqui chegou, para passar todo o verão, um amigo de Romundt, uma pessoa muito meditativa e talentosa, um shopenhaueriano, chamado Réé" (Nietzsche para Erwin Rhode, 5 de maio de 1873). Entre as teses que Réé defendeu em seu doutorado estava a da explicação da consciência através de sua história evolutiva,Conscientia non habet originem transcendentalem, e seu pessimismo em relação aos homens é expresso na tese Progressus moralis nulus est in rebus humanis. Em relação temática com essa segunda tese está seu escrito Die illusion der Willensfreiheit,ihre Ursachen und ihre Folgen[A ilusão do livre arbítrio, suas causas e suas consequências], 1885.
Depois de 1885, com o fim de suas esperanças de obter uma cátedra acadêmica em filosofia, Rée matriculou-se na faculdade de medicina e licenciou-se em Munique em 1890. Obtido o diploma, regressou à propriedade de família, em Stibbe, onde por dez anos exerceu a profissão de médico e, coerentemente com suas convicções filosóficas, consagrou todo seu tempo e todas suas energias a ajudar, com suas competências em medicina e com seus recursos financeiros, os pobres e os doentes que moravam ali. Assistia e os curava gratuitamente, os sustentava e, quando era necessária a hospitalização deles em alguma clínica universitária, pagava todos os gastos. Por isso os camponeses de Stibbe o consideravam uma espécie de santo. Em 1900 a propriedade de Stibbe foi vendida e Rée transferiu-se para um povoado dos Alpes helvéticos, onde prosseguiu a sua atividade de filantropo, pondo suas competências médicas a serviço da população daqueles montes. No dia 28 de Outubro de 1901, durante um passeio solitário pelos montes, morreu, precipitando num penhasco. Foi uma desgraça ou suicidou-se? Na cópia da fotografia da “trindade” que lhe pertencia, que foi reencontrada por Ludger Lütkehaus, Rée tinha cancelado o próprio rosto. Quando? Por quê?
O último escrito filosófico de Paul Réé, Philosophie, em que ele faz a observação: "Meus escritos anteriores são obras imaturas da juventude", foi publicado em 1903, em Berlim, como "obra póstuma". Em doutrinarismo e radicalidade quase grandiosos no tratamento dos velhos temas, essa obra ultrapassa ainda as anteriores. Uma carta de Réé, de novembro de 1897, sobre sua relação com Nietzsche, contém as seguintes frases condenatórias: "Nunca pude Lê-lo. Ele é rico em espírito e pobre em idéias". "Todos fazem tudo por vaidade, mas a vaidade dele é patológica, irritantemente doentia. Ela o levou a produzir, quando são, grandes obras, de modo normal, já enquanto doente, podendo pensar e escrever com rara frequência, e temendo sobretudo não voltar a fazê-lo nunca mais, a todo custo queria conquistar a fama; Sua vaidade doentia produziu algo doentio, muitas vezes brilhante e belo, mas essencialmente deformado, patológico e demente; não um filosofar, mas sim um delirar!"